# حزب القراصنة الألماني
حزب القراصنة الألماني (بالألمانية: Piratenpartei Deutschland، اختصاراً Piraten، أي القراصنة) حزب سياسي ألماني تأسس في ستبمبر 2006. يصرح الحزب عن توافقه العام مع حزب القراصنة السويدي بصفته أحد أحزاب مجتمع المعلومات، وهو عضو في أممية أحزاب القراصنة. نجح الحزب ابتداءً من سنة 2011 في حصد ما يكفي من الأصوات للدخول في برلمانات 4 ولايات ألمانية هي برلين وسارلاند وشليسفيغ هولشتاين وشمال الراين وستفاليا.